# Недановце
Недановце (словац. Nedanovce) — село, громада округу Партизанське, Тренчинський край. Кадастрова площа громади — 7 км².
Населення 622 особи (станом на 31 грудня 2020 року).

## Історія
Недановце згадується 1344 року.

## Населення
| Рік:            | 1994. | 2004.    | 2014.   | 2024.   |
| --------------- | ----- | -------- | ------- | ------- |
| Кількість осіб: | 557   | 615      | 621     | 620     |
| Різниця:        |       | +10,41 % | +0,97 % | -0,16 % |

| Рік:            | 2023. | 2024.   |
| --------------- | ----- | ------- |
| Кількість осіб: | 623   | 620     |
| Різниця:        |       | -0,48 % |